# Theo Altmeyer
Theodor Daniel Altmeyer (* 16. März 1931 in Eschweiler, Rheinland; † 28. Juli 2007 in Hannover)  war ein deutscher Opernsänger (Tenor) und Gesangspädagoge.

## Leben
Theo Altmeyer studierte von 1953 bis 1956 Gesang an der Musikhochschule Köln. Bereits damals wurde seine besondere Begabung als Oratoriensänger entdeckt. Der WDR engagierte ihn und es begann eine Produktionsreihe von Bachkantaten und geistlicher Musik. Über viele Jahre wurde er für die Hörer des WDR zum festen Bestandteil der sonntäglichen „Geistlichen Musik“. 1955 Preisträger beim Gesangswettbewerb der Rundfunkanstalten.
1956 wurde Altmeyer an die Städtische Oper Berlin verpflichtet, ab der Saison 1960/1961 war er als erster lyrischer Tenor am Staatstheater Hannover engagiert. Nach der Premiere seines Tamino in der Oper Die Zauberflöte folgten alle großen Mozart-Partien. Für die Aufführungen der Spielopern (unter anderem Rossini und Lortzing) kam ihm neben seiner Stimmflexibilität auch sein komödiantisches Talent zugute. In Hannover unvergessen ist sein urkomischer Albert Herring in der gleichnamigen Britten-Oper oder der Offenbach’sche Orpheus in der Unterwelt.  Eine Glanzrolle wurde sein Palestrina von Hans Pfitzner. In dieser Partie gastierte er auch an der Stuttgarter Staatsoper und an der Wiener Staatsoper. Als Liedersänger arbeitete er mit Sebastian Peschko und Fritz Neumeyer.
Das Herzstück seines Schaffens blieb die geistliche Musik. Er war einer der bedeutendsten Oratoriensänger seiner Zeit. Dabei bewältigte er mit seiner ausdrucksreichen, in der Stilistik des Vortrages vorbildlichen Stimme ein Repertoire, das von mittelalterlichen Meistern bis zur Moderne reichte, und seinen Höhepunkt in der Bach-Interpretation fand. Die Bach-Passionen, Oratorien und Kantaten zu singen bedeutete für ihn auch immer gleichzeitig Verkündigung des biblischen Wortes.
1974 begann er seine Lehrtätigkeit als Professor an der Musikhochschule Hannover. Zu seinen Schülern gehört Dantes Diwiak. Noch bis 1996 musizierte er mit einer international besetzten Gruppe für Alte Musik „La Morra“.

## Diskografie (Auswahl)
- Carl Philipp Emanuel Bach: Magnificat
- Johann Sebastian Bach: Weihnachtsoratorium, Johannes-Passion, Matthäus-Passion, geistliche und weltliche Kantaten, Notenbüchlein für Anna Magdalena Bach
- Ludwig van Beethoven: Messe in C-Dur
- Dietrich Buxtehude: Das Jüngste Gericht
- Claudio Monteverdi: Marienvesper
- Norbert Schultze: Märchenopern Das kalte Herz und Schwarzer Peter
- Heinrich Schütz: Kantaten und Motetten